# دوبيدو (دشتاب)
دوبیدو (بالفارسية: دوبیدو) هي قرية تقع في إيران في قسم دشتاب الريفي.